# Stelvio (queso)

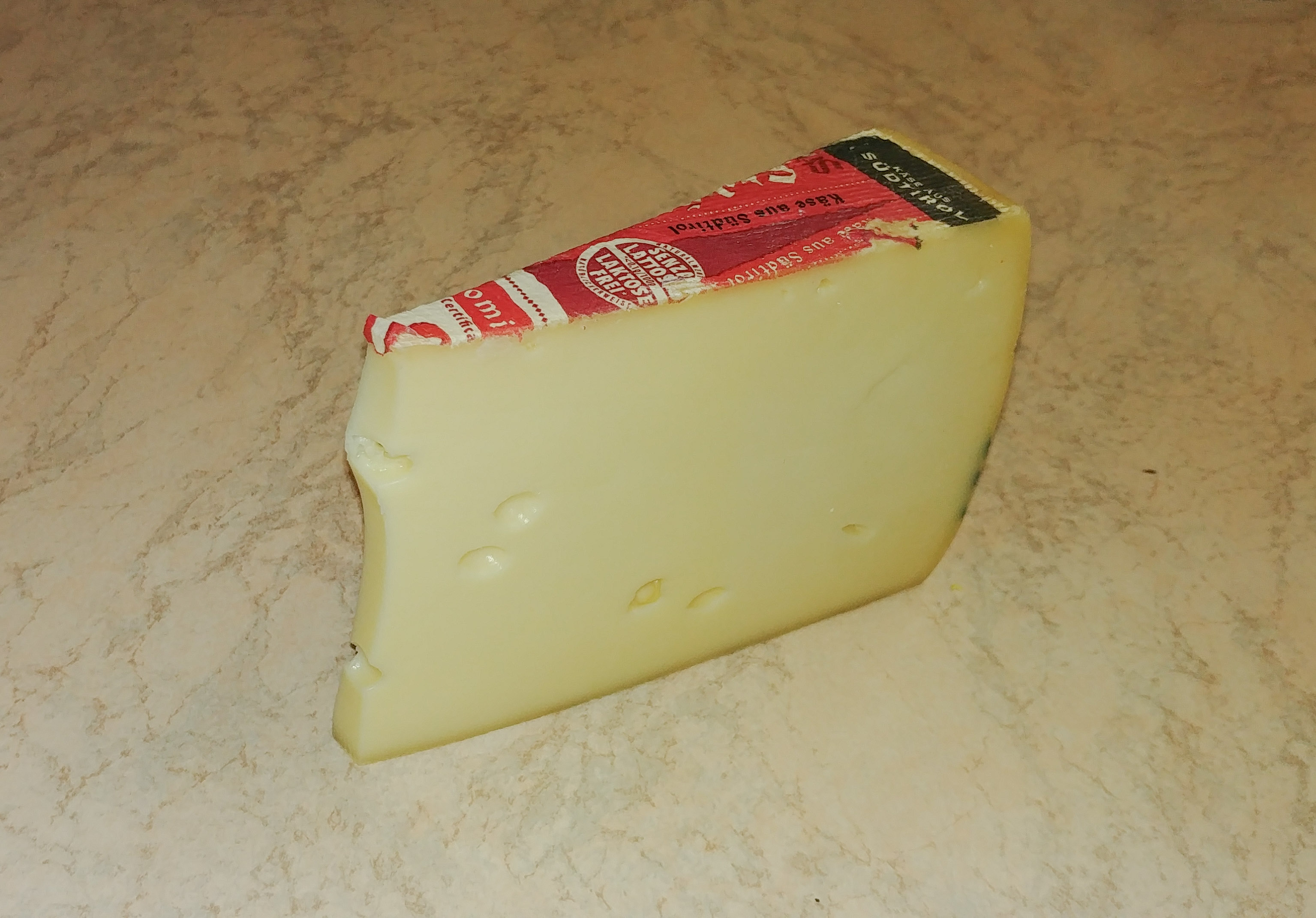
Stelvio

El Stelvio es un queso italiano con denominación de origen protegida a nivel europeo por el Reglamento (CE) n.º 148/2007 de la Comisión de 15 de febrero de 2007 (Diario Oficial de las Comunidades Europeas de 16 de febrero de 2007). Es un queso que proviene de la provincia de Bolzano, en la región de Trentino-Alto Adigio. 

## Características
Es un queso de vaca típicamente alpino que se elabora entre los 500 y los 2.000 m s. n. m. Su maduración no puede ser inferior a 60 días. Tiene forma de cilindro con un diámetro de 36-38 centímetros y una altura de 8-10 cm. Sus caras son prácticamente planas y el canto es recto o ligeramente cóncavo. Cada pieza pesa entre los 8 y los 10 kilos. El porcentaje de grasa en la materia
seca es igual o superior al 50 %. La corteza va del color amarillo anaranjado al naranja amarronado. La pasta, de estructura compacta y consistencia blanda y elástica, es de color amarillo claro o pajizo, con ojos irregulares de tamaño pequeño y mediano.

## Denominación de origen
Desde 2002, el Stelvio / Stilfser es una denominación de origen protegida (PDO) reconocida ante la Unión Europea. A nivel internacional, cuenta con registro como denominación de origen, conforme al Sistema de Lisboa, ante la Organización Mundial de la Propiedad Intelectual, desde el 5 de mayo de 2014.